# Pierre Laval
Pierre Laval (Châteldon, 28 de Junho de 1883 — Fresnes, 15 de Outubro de 1945) foi um político francês. Foi socialista na juventude e pacifista durante a Primeira Guerra Mundial. Participou no governo francês entre 1925 e 1926, ocupando o cargo de Ministro das Obras Públicas. No entanto, ao longo do seu percurso político, foi-se tornando cada vez mais inclinado ao nazismo, ao ponto de, na década de 1930, as suas aspirações ditatoriais evoluírem. Aquando da Segunda Guerra Mundial tinha simpatia pelos nazis.

## Carreira
Um socialista no início de sua vida, Laval tornou-se advogado em 1909 e ficou famoso por sua defesa de grevistas, sindicalistas e esquerdistas da acusação do governo. Em 1914, foi eleito para a Câmara dos Deputados como membro do Partido Socialista, e manteve-se fiel às suas convicções pacifistas durante a Primeira Guerra Mundial. Após sua derrota nas eleições de 1919, Laval deixou o Partido Socialista e tornou-se prefeito de Aubervilliers. Em 1924 voltou à Câmara como independente, sendo eleito para o Senado três anos depois. Ele também ocupou uma série de cargos governamentais, incluindo Ministro das Obras Públicas, Ministro da Justiça e Ministro do Trabalho. Em 1931, Laval tornou-se primeiro-ministro, mas seu governo caiu apenas um ano depois.
Laval juntou-se ao governo conservador de Gaston Doumergue em 1934 e atuou como Ministro das Colônias e depois Ministro das Relações Exteriores. Em 1935, Laval tornou-se novamente primeiro-ministro. Buscando conter a Alemanha, ele buscou políticas externas favoráveis à Itália e à União Soviética, mas sua forma de lidar com a Crise da Abissínia, que foi amplamente denunciada como apaziguamento de Benito Mussolini, levou à sua renúncia em 1936.
Após a derrota da França e o armistício com a Alemanha em 1940, Laval ocupou cargos de destaque na França de Vichy de Philippe Pétain, primeiro como vice-presidente do Conselho de Ministros de julho de 1940 a dezembro de 1940 e depois como chefe de governo de abril de 1942 até agosto de 1944. O governo colaboracionista forneceu trabalhadores franceses para a Alemanha e organizou a deportação de judeus.
Após a Libertação da França em 1944, Laval foi preso pelos alemães. Em abril de 1945, ele fugiu para a Espanha, mas logo voltou para a França, onde foi preso pelo governo francês de Charles de Gaulle. Após o que foi descrito como um julgamento falho, Laval foi considerado culpado de conspirar contra a segurança do estado e de colaborar com o inimigo. Após uma tentativa frustrada de suicídio, Laval foi executado por um pelotão de fuzilamento em outubro de 1945.
As múltiplas atividades políticas de Laval deixaram um legado complicado e controverso, que resultou em mais de uma dúzia de biografias conflitantes dele.

## Governos

### Primeiro Ministério de Laval, 27 de janeiro de 1931 – 14 de janeiro de 1932
Ver Gabinete Laval I e Gabinete Laval II.
- Pierre Laval – Presidente do Conselho e Ministro do Interior
- Léon Bérard – Vice-Presidente do Conselho e Ministro da Justiça
- Aristide Briand – Ministro dos Negócios Estrangeiros
- André Maginot – Ministro da Guerra
- Charles Dumont – Ministro da Marinha
- Jacques-Louis Dumesnil – Ministro da Aeronáutica
- Mario Roustan – Ministro da Instrução Pública e Belas Artes
- Pierre Étienne Flandin – Ministro das Finanças
- François Piétri – Ministro do Orçamento
- Maurice Deligne – Ministro das Obras Públicas
- Louis Rollin – Ministro do Comércio e Indústria
- André Tardieu – Ministro da Agricultura
- Louis de Chappedelaine – Ministro da Marinha Mercante
- Auguste Champetier de Ribes – Ministro das Pensões
- Adolphe Landry – Ministro do Trabalho e Previdência Social
- Camille Blaisot – Ministra da Saúde Pública
- Charles Guernier – Ministro dos Correios, Telégrafos e Telefones
- Paul Reynaud – Ministro das Colônias

#### Mudanças
Algumas mudanças após a aposentadoria de Aristide Briand e a morte de André Maginot em 7 de janeiro de 1932:
- Guerra: André Tardieu
- Estagiário: Pierre Cathala
- Agricultura: Achille Fould
- André François-Poncet ao se tornar embaixador na Alemanha foi substituído por C. J. Gignoux.

### Segundo Ministério de Laval, 14 de janeiro – 20 de fevereiro de 1932
Ver Gabinete Laval III
- Pierre Laval – Presidente do Conselho e Ministro dos Negócios Estrangeiros
- André Tardieu – Ministro da Guerra
- Pierre Cathala – Ministro do Interior
- Pierre-Étienne Flandin – Ministro das Finanças
- François Piétri – Ministro do Orçamento
- Adolphe Landry – Ministro do Trabalho e Previdência Social
- Léon Bérard – Ministro da Justiça
- Charles Dumont – Ministro da Marinha
- Louis de Chappedelaine – Ministro da Marinha Mercante
- Jacques-Louis Dumesnil – Ministro da Aeronáutica
- Mario Roustan – Ministro da Instrução Pública e Belas Artes
- Auguste Champetier de Ribes – Ministro das Pensões
- Achille Fould – Ministro da Agricultura
- Paul Reynaud – Ministro das Colônias
- Maurice Deligne – Ministro das Obras Públicas
- Camille Blaisot – Ministra da Saúde Pública
- Charles Guernier – Ministro dos Correios, Telégrafos e Telefones
- Louis Rollin – Ministro do Comércio e Indústria

### Terceiro Ministério de Laval, 7 de junho de 1935 – 24 de janeiro de 1936
Ver Gabinete Laval IV
- Pierre Laval – Presidente do Conselho e Ministro dos Negócios Estrangeiros
- Jean Fabry – Ministro da Guerra
- Joseph Paganon – Ministro do Interior
- Marcel Régnier – Ministro das Finanças
- Ludovic-Oscar Frossard – Ministro do Trabalho
- Léon Bérard – Ministro da Justiça
- François Piétri – Ministro da Marinha
- Mario Roustan – Ministro da Marinha Mercante
- Victor Denain – Ministro da Aeronáutica
- Philippe Marcombes – Ministro da Educação Nacional
- Henri Maupoil – Ministro das Pensões
- Pierre Cathala – Ministro da Agricultura
- Louis Rollin – Ministro das Colônias
- Laurent Eynac – Ministro das Obras Públicas
- Ernest Lafont – Ministro da Saúde Pública e Educação Física
- Georges Mandel – Ministro dos Correios, Telégrafos e Telefones
- Georges Bonnet – Ministro do Comércio e Indústria
- Édouard Herriot – Ministro de Estado
- Louis Marin – Ministro de Estado
- Pierre Étienne Flandin – Ministro de Estado

#### Mudanças
- 17 de junho de 1935 - Mario Roustan sucede Marcombes (m. 13 de junho) como ministro da Educação Nacional. William Bertrand sucede Roustan como Ministro da Marinha Mercante.

### Ministério de Laval no Governo de Vichy, 18 de abril de 1942 – 19 de agosto de 1944
- Pierre Laval – Presidente do Conselho, Ministro dos Negócios Estrangeiros, Ministro do Interior e Ministro da Informação
- Eugène Bridoux – Ministro da Guerra
- Pierre Cathala – Ministro das Finanças e Economia Nacional
- Jean Bichelonne – Ministro da Produção Industrial
- Hubert Lagardelle – Ministro do Trabalho
- Joseph Barthélemy – Ministro da Justiça
- Gabriel Auphan – Ministro da Marinha
- Jean-François Jannekeyn – Ministro da Aeronáutica
- Abel Bonnard – Ministro da Educação Nacional
- Jacques Le Roy Ladurie – Ministro da Agricultura
- Max Bonnafous – Ministro do Abastecimento
- Jules Brévié – Ministro das Colónias
- Raymond Grasset – Ministro da Família e da Saúde
- Robert Gibrat – Ministro da Comunicação
- Lucien Romier – Ministro de Estado

#### Mudança
- 11 de setembro de 1942 – Max Bonnafous sucede Le Roy Ladurie como Ministro da Agricultura, permanecendo também Ministro do Abastecimento
- 18 de novembro de 1942 - Jean-Charles Abrial sucede Auphan como Ministro da Marinha. Jean Bichelonne sucede Gibrat como Ministro da Comunicação, permanecendo também Ministro da Produção Industrial.
- 26 de março de 1943 - Maurice Gabolde sucede Barthélemy como ministro da Justiça. Henri Bléhaut sucede a Abrial como Ministro da Marinha e Brévié como Ministro das Colónias.
- 21 de novembro de 1943 – Jean Bichelonne sucede Lagardelle como Ministro do Trabalho, permanecendo também Ministro da Produção Industrial e Comunicação.
- 31 de dezembro de 1943 - O ministro de Estado Lucien Romier renuncia ao governo.
- 6 de janeiro de 1944 – Pierre Cathala sucede Bonnafous como Ministro da Agricultura e Abastecimento, permanecendo também Ministro das Finanças e Economia Nacional.
- 3 de março de 1944 – O cargo de Ministro do Abastecimento é extinto. Pierre Cathala permanece como ministro das Finanças, da Economia Nacional e da Agricultura.
- 16 de março de 1944 – Marcel Déat sucede Bichelonne como Ministro do Trabalho e da Solidariedade Nacional. Bichelonne permanece como ministra da Produção Industrial e Comunicação.